# Falanga (Španělsko)

Dvoubarevná vlajka používaná španělskou Falangou

Španělská falanga (španělsky Falange Española (FE)) byla politická strana ve Španělsku založená 29. října 1933 José Antoniem Primo de Riverou (advokát, syn generála Miguela Primo de Rivery, v letech 1923-1930 španělského diktátora), Juliem Ruizem de Alda a Alfonsem Garcíou Valdecasou. Strana o sobě dala poprvé vědět na shromáždění v Teatro de la Comedia de Madrid.
Později se strana spojila s uskupením Juntas de Ofensiva Nacional-Sindicalista (JONS), založené Onésimem Redondem a Ramirem Ledesmou Ramosem, kteří proklamovali na jedné straně ekonomická omezení měšťanů (burguesía), a na straně druhé kritizovali protiklerikální republikánské zákony. Fúzí obou stran došlo k přejmenování na Falange Española de las JONS (FE de las JONS) a nakonec Falange Española Tradicionalista y de las J.O.N.S (FET y de las JONS ), a po sjednocení ideálu Karlistů (Requeté) s Národním syndikalismem (Falangismus), jež vyneslo do čela generála Francisca Franca.

## Ideologie
Název falanga odkazuje na starověkou falanx, sevřený bojový útvar makedonské pěchoty. Falanx vítězila, protože vojáci těsně spolupracovali.
Ideologie Falangy je národní syndikát (národní odborové hnutí), koncept založený na interpretaci revolučního syndikátu, s prvky převzatými z katolicismu. Třebaže podobnost s fašismem je více než velká, zpočátku na rozdíl od fašismu, jenž sledoval imperialistické cíle, José Antonio se snažil univerzální jednotu určení (myšlenka, jež byla vyjádřena s odlišným významem, i když ne přímo opačným, Josém Ortegou y Gassetem) jako výraz společných zájmů a bratrství s národy Latinské Ameriky. Tato vlastenecká duchovní idea měla sloužit k překonání sociálních rozdílností jež, podle jeho soudu, liberální a kapitalistický individualismus zasel do evropské společnosti.
Fašismus italského střihu byl již ve Španělsku reprezentován černými košilemi (špan. camisas negras) „akční lidové mládeže“ JAP (Juventudes de Acción Popular), sdružených v CEDA pod vedením José Maríy Gil Roblese, kterého na svých shromážděních zdravili zdviženou pravicí vpřed, coby vůdce (špan. Jefe, což je překlad italského výrazu Duce).
Ve stručnosti je možné shrnout ideologii falangistů v následujících bodech:
- Vytvoření odborového státu v němž by třídní boj zvítězil ve Vertikálních odborech, jež by v jednom organismu shromažďovaly zaměstnavatele a pracující, rozdělené podle odvětví výroby. Záměrem bylo navázat na tradice středověkých cechů, jež byly ve Španělsku stále činné. V každém případě se vlastnictví výrobních prostředků syndikalizuje, přičemž je administrována samosprávně.

- Znárodnění bank a zemědělská reforma respektující soukromé vlastnictví, avšak podřízené společenským zájmům (Vlast, chléb a spravedlnost bylo heslem falangistů pro hospodářství a sociální otázky).

- Základními jednotkami společenského uspořádání jsou ty, jež jsou přirozenou součástí života, jako je například rodina, obec nebo odbor. Tato idea omezuje vztahy podle přednosti, tzn. společenské vztahy nad vztahy ve svazech. Toto je definice falangistického komunitarismu oproti marxistickému komunismu.

- Římský katolicismus, avšak bez vměšování církve. Stát měl být světský.

- Hrdost na historii imperiálního Španělska, zvláště na dobu, kdy ve Španělsku vládli katoličtí králové, kteří podle falangistů představovali období imperiálního rozmachu Španělska.

- Antikomunismus, antikapitalismus a averze vůči liberalismu byly shrnuty v hesle: Ani kapitalismus, ani komunismus, nýbrž národní syndikalismus. Tím bylo vyjádřeno přání překonat rozpory mezi oběma tendencemi, které byly falangisty považovány za zvrácené a nesprávné. Národní syndikalismus měl být druhým břehem dialektiky mezi kapitalismem a komunismem. Falangisté sami sebe považovali za předvoj nastávajícího historického překonání chaosu pramenícího z tohoto rozporu. Rovněž kritizovali masovost fašistů — který José Antonio definoval jako «buñuelo de viento» (volně přeloženo jako "nadýchané koblihy") — protože se nerozloučili se vztahy ke kapitalistické výrobě.

- Je to jedna ze stran, která se přestala definovat jako republikánská, neboť nabyla přesvědčení, že monarchie ve Španělsku prokázala své kvality ve zkouškách historie. Na důkaz tohoto tvrzení manifestovali v Madridu (7. října 1934) s republikánskými vlajkami a transparentem s heslem «Viva la unidad de España» ("Ať žije jednotné Španělsko"), na podporu pravicové republikánské vlády proti revoluci z roku 1934.[1] Výjimkou byl Ramiro Ledesma Ramos, který se prohlašoval za přesvědčeného antimonarchistu.

Každá objektivní analýza politické ideologie Falangy by měla vzít v potaz, že vlastní politický rozvoj falangistické doktríny nebyl definován ve chvíli, kdy se rozpoutala španělská občanská válka. Důkazem toho je vyloučení jednoho ze zakladatelů, Ramira Ledesmy Ramose, krátce před vojenskými akcemi, jenž se otevřeně vyjádřil proti vůdcovství J. A. Prima de Rivery. Ledesma Ramos nicméně předpokládá, že José Antonio je příliš umírněný a není připraven na případnou revoluci bolševického proletariátu, která podle něho hrozí a jíž je nutno se vyhnout, resp. předejít revolucí nacionálně-syndikalistickou.